# Grillenstein
Grillenstein ist eine Ortschaft und eine Katastralgemeinde der Stadtgemeinde Gmünd im Bezirk Gmünd in Niederösterreich mit 125 Einwohnern (Stand 1. Jänner 2024).

## Geografie

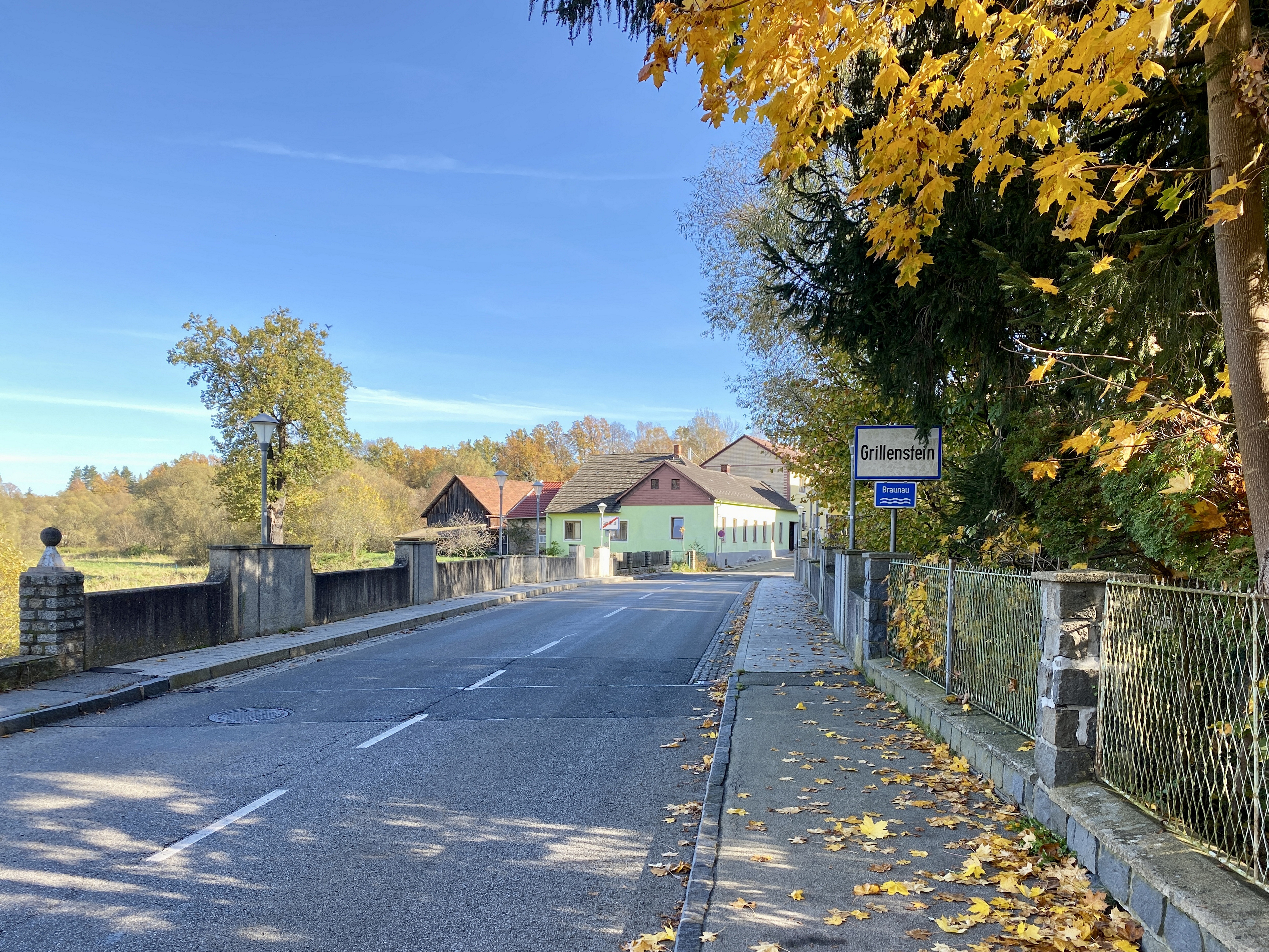
Westliche Ortseinfahrt von Grillenstein

Das Dorf liegt nordöstlich von Gmünd an der rechten Seite des Braunaubachs und ist über die Landesstraße L8216 erreichbar. Nach Gmünd führen auch mehrere Fußwege, etwa über den idyllischen Malerwinkel.
Am 1. April 2020 umfasste die Ortschaft 78 Adressen.

## Siedlungsentwicklung
Zum Jahreswechsel 1979/1980 befanden sich in der Katastralgemeinde Grillenstein insgesamt 77 Bauflächen mit 19.087 m² und 46 Gärten auf 18.883 m², 1989/1990 waren es 86 Bauflächen. 1999/2000 war die Zahl der Bauflächen auf 207 angewachsen und 2009/2010 waren es 118 Gebäude auf 261 Bauflächen.

## Geschichte
Im Jahr 1822 wurde der Ort als Dorf mit 25 Häusern genannt, das nach Gmünd eingepfarrt war, wohin auch die Kinder eingeschult wurden. Die Herrschaft Gmünd besaß die Ortsobrigkeit, übte die Landgerichtsbarkeit aus, besorgte die Konskription und hatte die Grundherrschaft inne.
Laut Adressbuch von Österreich waren im Jahr 1938 in Grillenstein ein Fleischer, zwei Gastwirte, ein Lackierer, ein Viehhändler und vier Landwirte mit Direktvertrieb ansässig. Im Rahmen der Niederösterreichischen Kommunalstrukturverbesserung trat im Jahr 1972 die damalige Gemeinde Eibenstein, bestehend aus Breitensee, Grillenstein  Großeibenstein, Kleineibenstein und Ludwigsthal, der Stadtgemeinde Gmünd bei.

## Landwirtschaft
Die Katastralgemeinde ist landwirtschaftlich geprägt. 92 Hektar wurden zum Jahreswechsel 1979/1980 landwirtschaftlich genutzt und 79 Hektar waren forstwirtschaftlich geführte Waldflächen. 1999/2000 wurde auf 78 Hektar Landwirtschaft betrieben und 91 Hektar waren als forstwirtschaftlich genutzte Flächen ausgewiesen. Ende 2018 waren 67 Hektar als landwirtschaftliche Flächen genutzt und Forstwirtschaft wurde auf 92 Hektar betrieben. Die durchschnittliche Bodenklimazahl von Grillenstein beträgt 19,1 (Stand 2010).

## Sehenswertes
Östlich von Grillenstein befindet sich die Blockheide, eine Heidelandschaft aus extensiv genutzten Wiesen und Mischwäldern, die mit bizarren Granitblöcken durchsetzt ist. Sehenswert ist auch der südlich an die Blockheide anschließende Malerwinke, die gebirgsbachartige Flusslandschaft des Braunaubaches knapp vor seiner Mündung.